# Music City Bowl 2017
Match précédent Match suivant
Le Music City Bowl 2017 est un match de football américain de niveau universitaire joué après la saison régulière de 2017, le 29 décembre au Nissan Stadium de Nashville dans l'état du Tennessee aux États-Unis.
Il s'agit de la 20e édition du Music City Bowl.
Le match met en présence les équipes des Wildcats du Kentucky issus de la Southeastern Conference et des Wildcats de Northwestern issus de la Big Ten Conference.
Il débute à 16 h 30 locales et est retransmis en télévision sur ESPN.
Sponsorisé par la société Franklin American Mortgage Company, le match est officiellement dénommé le Franklin American Mortgage Music City Bowl 2017.
Northwestern gagne le match sur le score de 24 à 23.

## Présentation du match
| Équipes                                                                                                | Conférences             | Entraîneurs         | Stats. saison rég. | Classements avant le bowl CFP-AP-Coaches |
| --- | ----------------------- | ------------------- | ------------------ | ---------------------------------------- |
| Wildcats du Kentucky                                                                                   | Southeastern Conference | Mark Stoops (en)    | 7 - 5              | NC                                       |
| Wildcats de Northwestern                                                                               | Big Ten                 | Pat Fitzgerald (en) | 9 - 3              | #21 - #20 - #20                          |
| Arbitre : Chris Coyte (Pac-12) Équipe donnée favorite par les bookmakers : Northwestern par 6,5 points |                         |                     |                    |                                          |

Il s'agit de la 2e rencontre entre ces deux équipes, la première ayant eu lieu le 20 octobre 1928 (victoire de NorthWestern 7 à 0.

### Wildcats du Kentucky
Avec un bilan global en saison régulière de 7 victoires et 5 défaites, Kentucky est éligible et accepte l'invitation pour participer au Music City Bowl de 2017.
Ils terminent 3e de la East Division de la Southeastern Conference derrière no 2 Georgia et South Carolina, avec un bilan en matchs de conférence de 4 victoires et 4 défaites.
À l'issue de la saison 2017, ils n'apparaissent pas dans les classements CFP, AP et Coaches.
Il s'agit de leur 5e participation au Music City Bowl :
- Le 29 décembre 1999, défaite 13 à 20 contre les Orange de Syracuse;
- Le 29 décembre 2006, victoire 28 à 20 contre les Tigers de Clemson;
- Le 31 décembre 2007, victoire 35 à 28 contre les Seminoles de Florida State;
- Le 27 décembre 2009, défaite 13 à 21 contre les Tigers de Clemson.

### Wildcats de Northwestern
Avec un bilan global en saison régulière de 9 victoires et 3 défaites, Northwestern est éligible et accepte l'invitation pour participer au Music City Bowl de 2017.
Ils terminent 2e de la West Division de la Big Ten Conference derrière no 6 Wisconsin, avec un bilan en matchs de conférence de 7 victoires et 2 défaites.
À l'issue de la saison 2017 (bowl non compris), ils sont classés # 21 au classement CFP et # 20 aux classements AP et Coaches.
À l'issue de la saison 2017 (bowl compris), ils seront classés # 17 aux classements AP et Coaches, le classement CFP n'étant pas republié après les bowls.
Il s'agit de leur toute 1er apparition au Music City Bowl.

## Résumé du match
Début du match à 15 h 40, fin à 19 h 25 pour une durée totale de jeu de 3 h 45 min .
Températures de 3 °C, vent de ENE de 5 km/h , ciel dégagé .
| QT          | Temps       | Drive       | Drive       | Drive       | Équipe      | Description de l'action | Score | Score |
| QT          | Temps       | Jeux        | Yards       | TDP         | Équipe      | Description de l'action | KEN   | NW    |
| ----------- | ----------- | ----------- | ----------- | ----------- | ----------- | --- | ----- | ----- |
| 1           | 12:42       | 5           | 67          | 02:18       | KEN         | TD à la suite d'une course de 3 yards par RB Benny Snell Jr. + 1 extra-point par K Austin MacGinnis                                    | 7     | 0     |
| 1           | 03:14       | 11          | 55          | 04:00       | NW          | FG de 33 yards par K Charlie Kuhbander                                                                                                 | 7     | 3     |
| 2           | 14:07       | 7           | 80          | 02:09       | NW          | TD à la suite d'une course de 5 yards par RB Justin Jackson + 1 extra-point par KCharlie Kuhbander                                     | 7     | 10    |
| 2           | 05:12       | 5           | 52          | 02:05       | NW          | TD à la suite d'une course de 2 yards par Justin Jackson + 1 extra-point par K Charlie Kuhbander                                       | 7     | 17    |
| 3           | 07:11       | 6           | 74          | 02:30       | KEN         | TD à la suite d'une course de 3 yards par QB Stephen Johnson + 1 extra-point par K Austin MacGinnis                                    | 14    | 17    |
| 4           | 07:49       | 2           | 14          | 00:35       | NW          | TD à la suite d'une interception retournée sur 26 yards par S Kyle Queiro + 1 extra-point par KCharlie Kuhbander                       | 14    | 24    |
| 4           | 04:24       | 10          | 44          | 03:25       | KEN         | FG de 48 yards par K Austin MacGinnis                                                                                                  | 17    | 24    |
| 4           | 00:37       | 4           | 39          | 01:54       | KEN         | TD à la suite d'une course de 9 yards par QB Stephen Johnson mais la tentative à 2 extra-point par la passe par Stephen Johnson échoue | 23    | 24    |
| Score final | Score final | Score final | Score final | Score final | Score final | Score final | 23    | 24    |

## Statistiques
| Meilleur joueur (MVP) |                          |       |
| Nom                   | Équipe                   | Poste |
| Justin Jackson        | Wildcats de Northwestern | RB    |

| Statistiques par équipe                |                                                    |                                                      |
| Statistiques                           | KEN                                                | NW                                                   |
| 1er down                               | 17                                                 | 20                                                   |
| 1er down à la course                   | 3                                                  | 13                                                   |
| 1er down à la passe                    | 12                                                 | 5                                                    |
| 1er down suite pénalité                | 2                                                  | 2                                                    |
| Conversion de 3e down                  | 1/10                                               | 6/17                                                 |
| Conversion de 4e down                  | 1/1                                                | 1/5                                                  |
| Jeux–yards                             | 61 jeux pour 338 yards                             | 77 jeux pour 442 yards                               |
| Yards à la course                      | 22 courses pour 65 yards moyenne de 3 yards/course | 56 courses pour 333 yards moyenne de 5,9yards/course |
| Yards à la passe                       | 273                                                | 109                                                  |
| Passes : Réussies-Tentées-Interceptées | 21/39 passes complétées, 2 interceptions           | 9/21 passes complétées, 0 interception               |
| Réussite en zone rouge/chances         | 3/3                                                | 3/5                                                  |
| TD                                     | 3                                                  | 3                                                    |
| Field Goals                            | 1/1                                                | 1/2                                                  |
| Sacks (Nombre-Yards)                   | 2 pour 11 yards adverses perdus                    | 2 pour 7 yards adverses perdus                       |
| Fumbles (Nombre/Perdus)                | 1/0                                                | 0/0                                                  |
| Pénalités (Nombre/Yards perdus)        | 5 pour 65 yards perdus                             | 7 pour 70 yards perdus                               |
| Temps de possession                    | 24:08                                              | 35:52                                                |

| Statistiques individuelles |                   |                                                                          |
| Quaterbacks                |                   |                                                                          |
| KEN                        | Stephen Johnson   | 19/36 passes complétées, 257 yards, 2 interceptions, 0TD, 1sack subi     |
| KEN                        | Drew Barker       | 2/3 passes complétées, 16 yards, 0 interception, 0 TD, 1 sack subi       |
| NW                         | Thorson, Clayton  | 4/11 passes complétées, 50 yards, 0 interception, 0 TD, 1 sack subi      |
| NW                         | Alviti, Matt      | 4/8 passes complétées, 35 yards, 0 interception, 0 TD, 1 sack subi       |
| Meilleurs coureurs         |                   |                                                                          |
| KEN                        | Sihiem King       | 7 courses pour 30 yards nets gagnés, 0 TD, moyenne de 4,3 yards/course   |
| NW                         | Jackson, Justin   | 32 courses pour 157yards nets gagnés, 2 TDs, moyenne de 4,9 yards/course |
| Meilleurs receveurs        |                   |                                                                          |
| KEN                        | Richardson, Tavin | 5 réceptions pour 89 yards gagnés, 0 TD                                  |
| NW                         | Fessler, Charlie  | 1 réception pour 28 yards gagnés, 0 TD                                   |
| Meilleurs tacleurs         |                   |                                                                          |
| KEN                        | Darius West       | 11 tacles dont 8 en solo, 0,5 TFL (1 yards),                             |
| NW                         | Igwebuike, Godwin | 6 tacles dont 5 en solo.                                                 |